# Fluorid iridičitý
Fluorid iridičitý je anorganická sloučenina s chemickým vzorcem IrF4. První zprávy o fluoridu iridičitém před rokem 1965 jsou sporné a zdá se, že spíše popisují fluorid iridičný.

## Příprava
Fluorid iridičitý lze připravit reakcí fluoridu iridiového se sírou, kovy, iridiovou černí nebo jinými halogeny. Nebo také redukcí vodíkem ve vodné kyselině fluorovodíkové.

## Vlastnosti
Fluorid iridičitý je červená až hnědá pevná látka. Na vlhkém vzduchu se rozkládá, bobtná a zbarvuje se do červena. Ve vodě se okamžitě hydrolyzuje za uvolňování tepla a vzniku dihydrátu oxidu iridičitého a fluorovodíku. Při zahřátí jej redukční činidla redukují na nižší fluoridy. Fluorid iridičitý krystalizuje v kosočtverečné soustavě s prostorovou grupou Fdd2 (Číslo 43). Fluorid iridičitý je paramagnetický.